# Sindal
Sindal (første gang omtalt som Syndale i 1419) er en stationsby i Vendsyssel med 3.086 indbyggere  (2024), beliggende i Sindal Sogn mellem Hjørring og Frederikshavn tilhørende Hjørring Kommune i Region Nordjylland.

## Historie
Sindal landsby bestod i 1682 af 11 gårde og 13 huse med jord. Det samlede dyrkede areal udgjorde 252,8 tønder land skyldsat til 61,10 tønder hartkorn. Dyrkningsformen var græsmarksbrug med alsædejord.
I 1875 beskrives byen således: "Sindal Kirke tæt ved Sindal By med Præstegaard, Skole og Jernbanestation".
Sindal er vokset op omkring stationen, der ligger i byens sydlige udkant, tæt ved Uggerby Å. Jernbanen blev åbnet i 1871, og allerede samme år fik byen sin første købmand. I 1873 fulgte en kro, men ellers forsøgte købmanden at holde al konkurrence borte de første år. I tiåret 1880-1890 skete byens egentlige gennembrud: mølle, bageri, andelsmejeri i 1887, yderligere to købmandsforretninger, manufakturhandel og træhandel samt telefoncentral i 1886. I 1891 fulgte et gartneri, i 1892 et apotek og et forsamlingshus, i 1895 en sparekasse, i 1896 en ny kommuneskole. I 1901 havde byen foruden flere handlende fået et maltgøreri og to dyrlæger. Videre fulgte bank, vandværk i 1901, elektricitetsværk i 1906, realskole og ny kirke i 1910. I tiåret 1911-1921 fik byen flere industrier: to teglværker, cementstøberi, maskinsnedkeri og maskinværksted.
Ved århundredeskiftet blev Sindal beskrevet således:
 "Sindal (udt. Søndal) med Kirke (lidt fra Byen), Præstegd., Skole, Stationsskole, Forskole, Baggesvogns Hospital (opr. 1669 af Søstrene Anne og Birgitte Kruse til Baggesvogn, med et Hus ved Kirken til 12 fattige, samt noget Gods i Vennebjærg og Aars Herreder, hvilket sidste nu er bortsolgt), Apotek (Hjælpeap. til Hjørring), 2 Læger, Sparekasse (opr. 3/5 1895; 31/3 1898 var Sparernes saml. Tilgodehav. 38,088 Kr., Rentefoden 4 pCt., Reservefonden 52 Kr., Antal af Konti 189), Købmandsforretninger, Andelsmejeri, Markedsplads (1 Marked i Maj med Kreaturer, 1 i Sept. og 1 i Okt. med Kvæg og Faar), Gæstgiveri, Afholdshjem (med Forsamlingsbygning og Teater, opf. 1898), Bagerier, Jærnbane- og Telegrafstation samt Postekspedition".

Sindal havde i 1906 630 indbyggere, i 1911 1.018 og i 1916 1.066 indbyggere.
Sindal fortsatte sin udvikling i mellemkrigstiden og efter 2. verdenskrig: i 1921 havde byen 1.106 indbyggere, i 1925 1.194, i 1930 1.336, i 1935 1.254, i 1940 1.319, i 1945 1.366, i 1950 1.380, i 1955 1.435, i 1960 1.410 og i 1965 1.457 indbyggere. I 1930, da byen havde 1.336 indbyggere, var sammensætningen efter erhverv: 75 levede af landbrug, 515 af industri og håndværk, 178 af handel, 168 af transport, 51 af immateriel virksomhed, 129 af husgerning, 199 var ude af erhverv og 26 havde ikke angivet oplysninger.

## Byen i dag
Byen har skole (bh.kl.-9. kl.), ældrecenter, station, hotel, bibliotek, læger, apotek og et levende butiksliv. Sindal var indtil kommunalreformen i 2007 hovedby i Sindal Kommune.
Kulturelt er byen ikke mindst kendt for sine talrige springvand/vandkunster. I byen findes endvidere bl.a. Sindal Mølle, udstillingsbygningen Gøgsigs Pakhus, samt byens historiske posthus, tegnet af arkitekten Hack Kampmann. Udover det er Sindal også kendt for Sindal marked som bliver holdt hvert år i Kristi himmelfartsdagene. Byen har et museum for den danske mystiker og forfatter Martinus Thomsen i hans barndomshjem "Moskildvad". 

## Berømte personer fra Sindal
- Martinus Thomsen, mystiker, forfatter og esoteriker